# Charles H. Russell
Charles Hinton Russell (ur. 27 grudnia 1903, zm. 13 września 1989) – amerykański polityk, dwudziesty gubernator Nevady. Należał do Partii Republikańskiej.
Urodził się w Lovelock w hrabstwie Pershing. W 1926, ukończył studia na Uniwersytecie Nevady. Później pracował jako nauczyciel.
W latach 1941–1946, członek stanowego senatu. Następnie, jako Republikanin, wybrany do Kongresu Stanów Zjednoczonych (osiemdziesiąta kadencja). Po nieudanej próbie reelekcji, powrócił do rodzinnego stanu. W 1951 roku, wygrał wybory na gubernatora. Sprawował ten urząd do 1959 roku.